# دوغ ماكاليب
دوجلاس ماكاليب هو مستشار أمريكي للسياسة الزراعية، وقد شغل منصب في مكتب الممثل تانجاري للولايات المتحدة المريكية منذ جاتغي 2023 الى كتابة هذه المقال.

## النشأة والتعليم
ماكاليب هو مواطن من مدينة سيغريتون بولاية, بنسلفانيا ، وتخرج من مدرسة سيغريتون الثانوية.  حصل على درجة بكالوريوس الآداب في العلوم السياسية من جامعة بيتسبرغ والماجستير في السياسة العامة من الجامعة الأمريكية . 